# Герб Президента Північної Македонії
Герб Президента Північної Македонії - офіційний герб Президента країни. Герб або емблема була прийнята 2 грудня 2009 року, з ініціативи президента Македонії Георге Іванова з боку геральдистів Стоянче Величковського, Петара Ґайдова і вісник Йован Йовановський з Асоціації македонської Геральдики.
Герб складається з македонського прапора у щиті. Під щитом з македонським прапором - вінок з македонського дуба з вісьмома листками та вісьмома жолудями. Це перший герб президента Македонії, до 2009 року президент не мав власного герба. Однак на сьогоднішній день президент Македонії не має власного прапора.

## Опис
Герб складається із щита, на якому зображений національний прапор Македонії. Щит має форму іспанського щита і викладений облямівкою зворотніх кольорів. Під щитом знаходиться вінок з македонського дуба, який служить опорою для герба. Кожна гілка македонського дуба має вісім листків та жолудів, що відповідає кількості гілок державного прапора. Всього є шістнадцять листочків і шістнадцять жолудів. Кольори герба - це македонські національні кольори.

## Пропозиції в минулому

Пропозиція щодо президентського прапора Македонії.
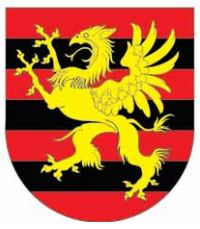
Перша пропозиція щодо президентського герба.

## Зовнішні посилання
- Герб президента Македонії [Архівовано 1 грудня 2012 у Wayback Machine.]